# Монастир Тегер
Тегер (вірм. Տեղեր վանք) — монастир в Вірменії, провінція Араґацотн. Розташований на південно-східному схилі гори Арагац в однойменному селі. Заснований в XIII столітті. Будувався монастир під покровительством Мамахатун — дружини князя Ваче Вачутяна.
Монастир складається з церкви Богородиці купольного типу, побудованої в 1213 р. і прибудованого до неї в 1221 р. притвору. Автор монастирського комплексу — зодчий Ахбайрік.
На особливу увагу заслуговує архітектурна примха монастиря: з його південно-західного і північно-західного боків побудовано дві невеличкі каплички. З території комплексу відкривається чудова панорама на Бюраканську обсерваторію.

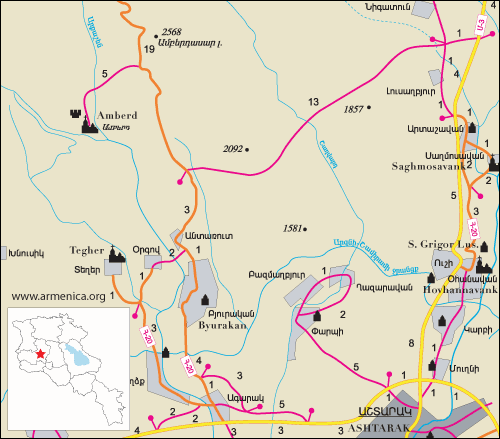
Околиці монастиря Тегер

## Історична довідка
Ось що пише Симеон Єреванці в гл. 14 (про магафство, тобто про звільнення св. Престолу [від податків] з викладенням обставин) свого «Джамбра» 
|  | В 1098 р. мусульманської ери, у дні католікоса Егіазара дивангіри склали акт за своїм підписом. У цьому акті магарами св. Престолу у монастиря Тегер названо — один виноградник в Бюракані і один в Норагюсі, … маслоробня в Агараці, один млин і одна маслоробня в самому селі |

## Галерея

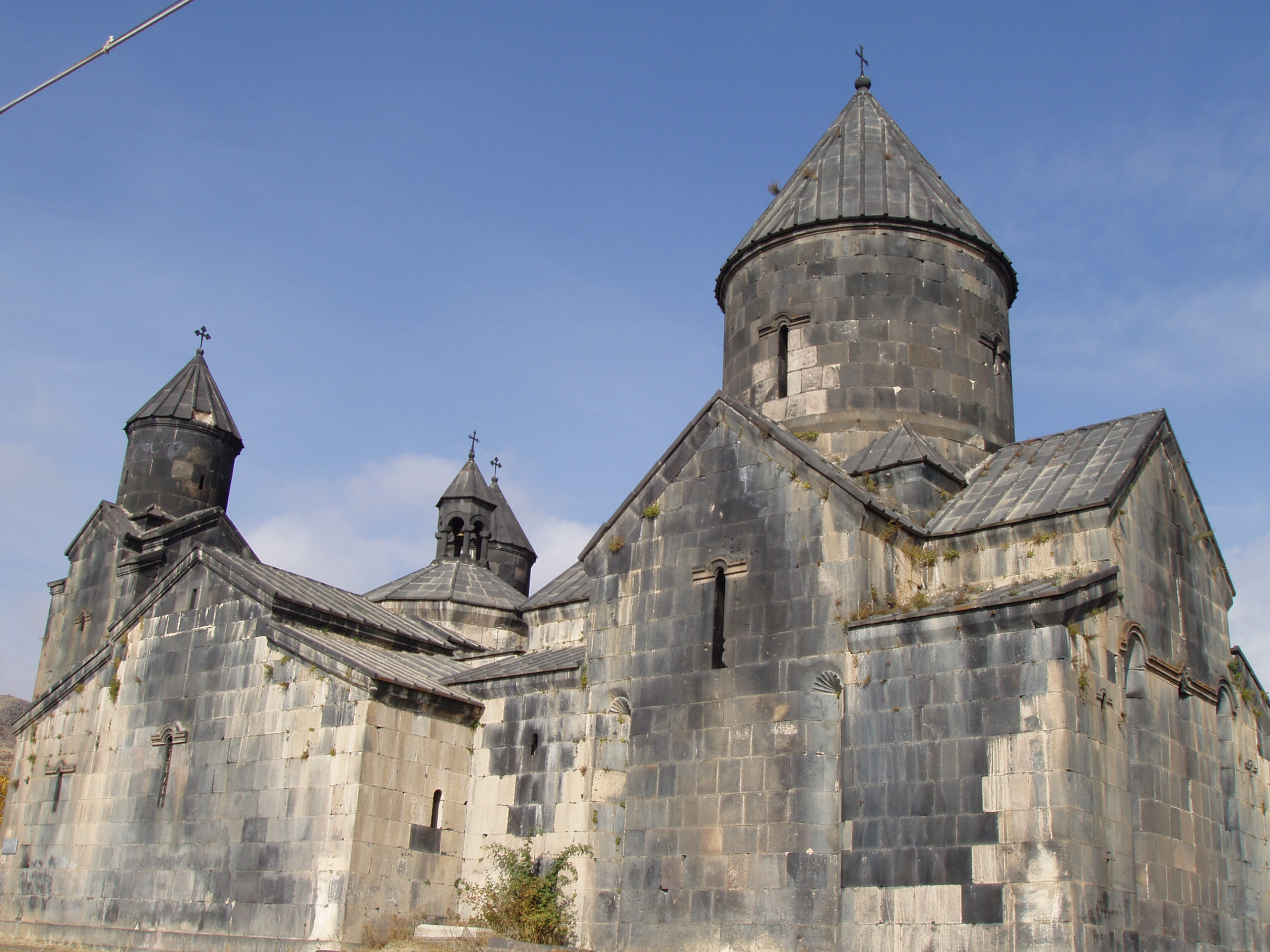
Вид монастиря
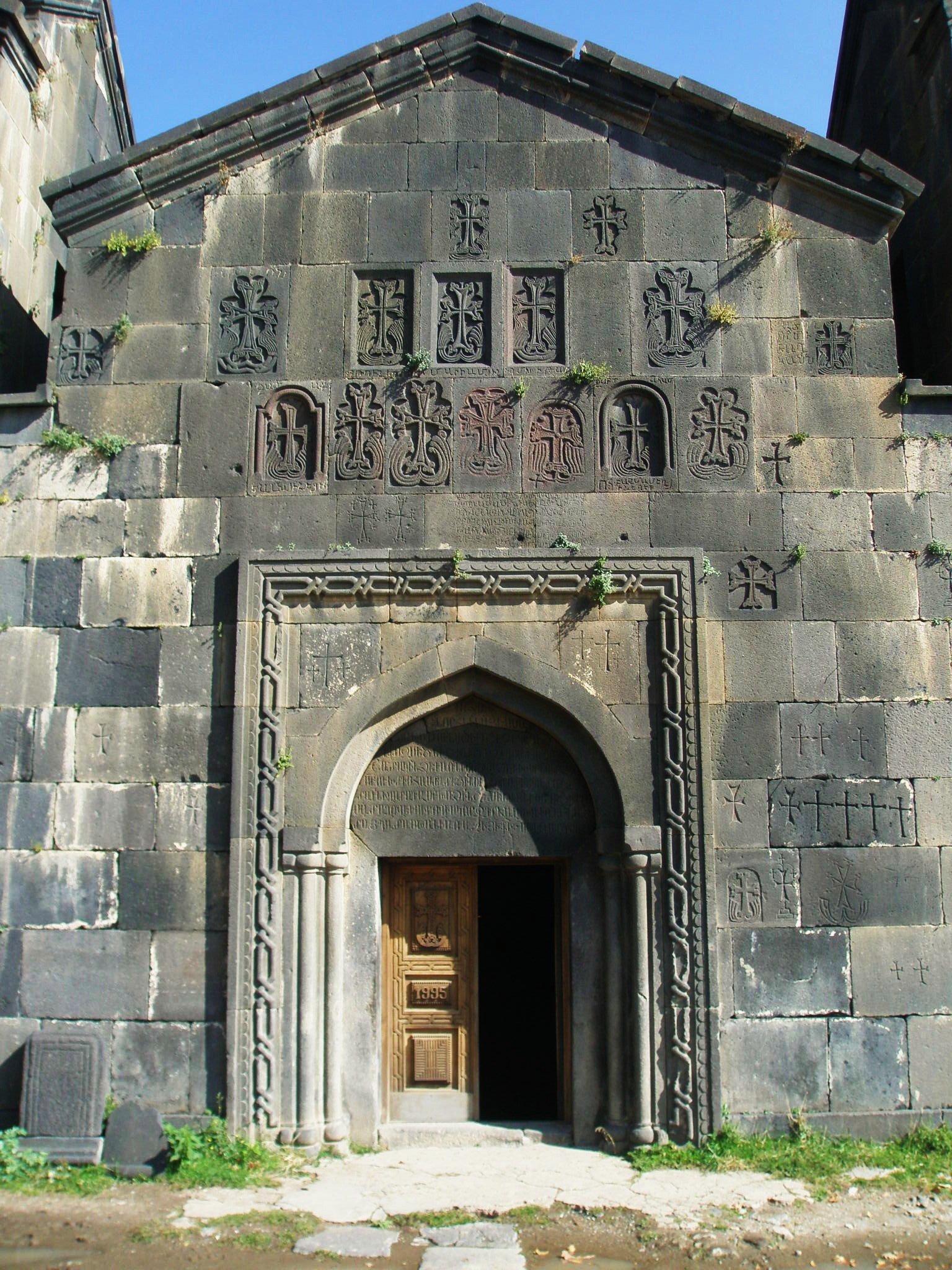
Головний вхід
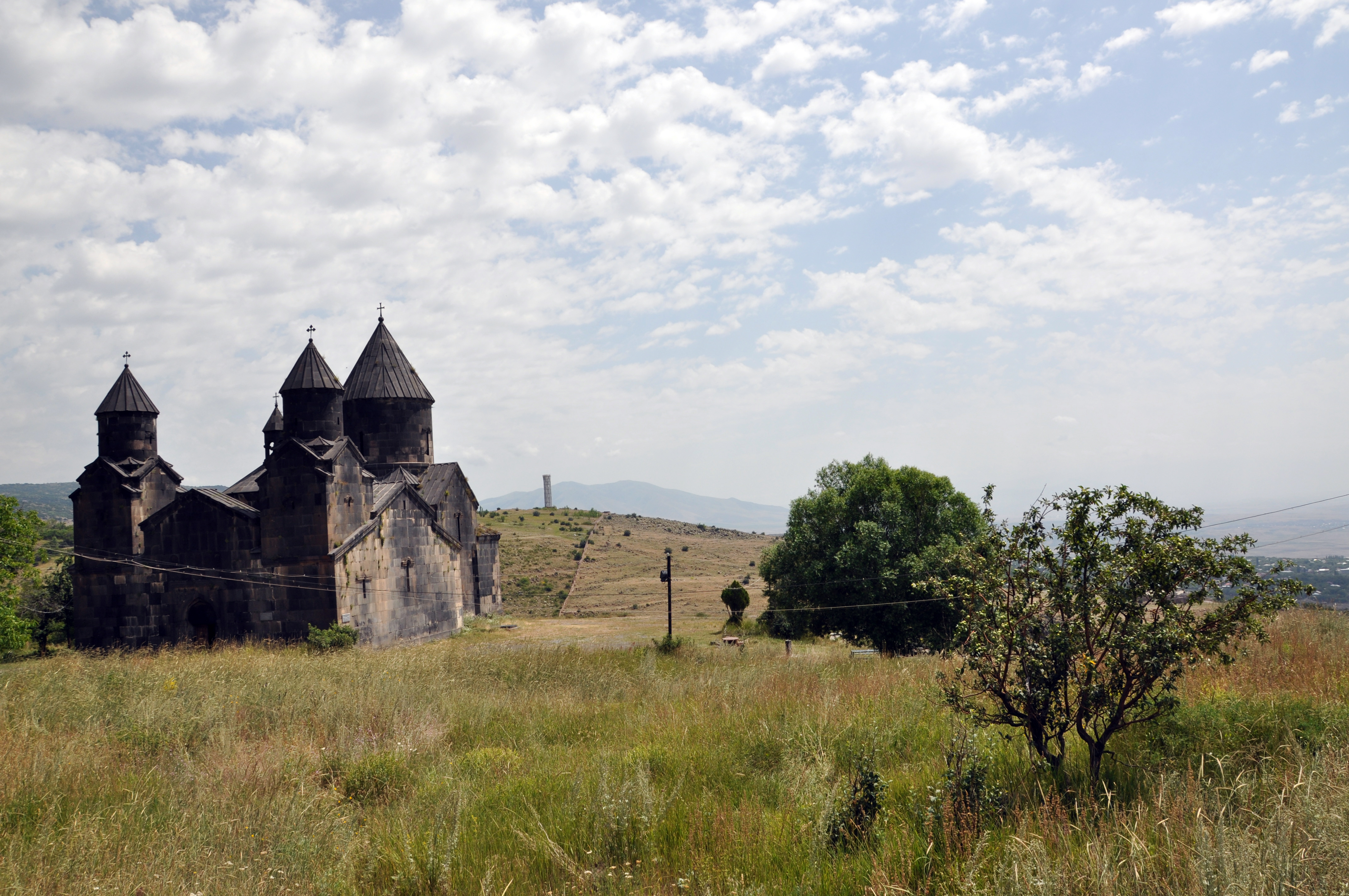
Загальний вигляд
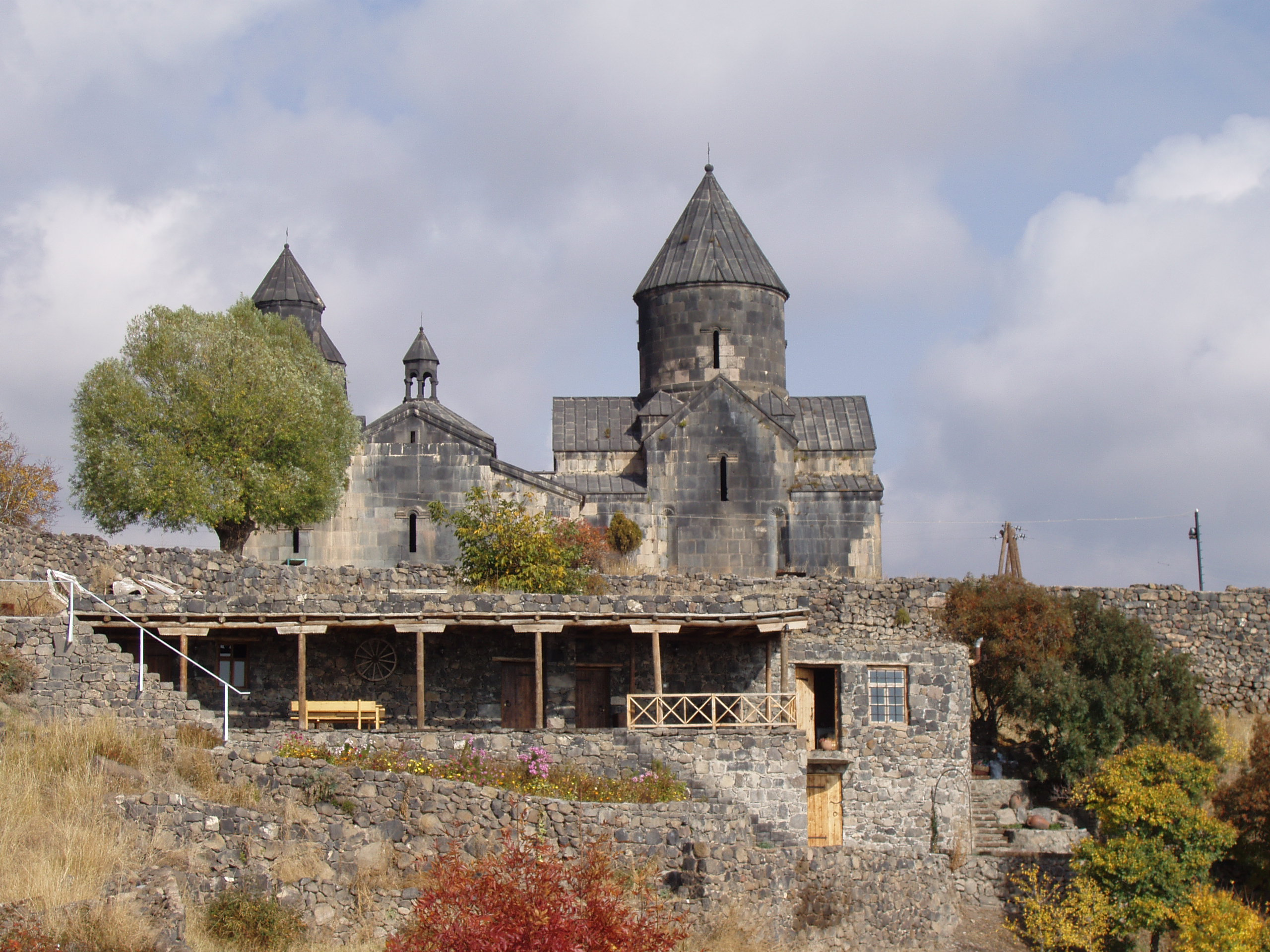